# Anthony Tiffith
Anthony Tiffith (* 20. April 1974 in Watts, Kalifornien), auch bekannt als Top Dawg, ist ein US-amerikanischer Produzent und Unternehmer.
Bekannt wurde er durch die Gründung seines Labels Top Dawg Entertainment (TDE) im Jahr 2004. Künstler, die unter Vertrag des Labels stehen oder standen, sind Sza, Jay Rock und Kendrick Lamar, der als einer der ersten Künstler bei dem Label unterschrieb, was auf familiäre Hintergründe zurückzuführen ist.

## Top Dawg Entertainment
Top Dawg Entertainment ist das 2004 gegründete Label von Tiffith, dieser produzierte schon vorher, für unter anderen The Game und Juvenile. Durch die Verträge mit Jay Rock und Kendrick Lamar konnte sich das Label schnell etablieren, was zudem im Zusammenhang mit dem Erfolg von den Alben Good Kid, M.A.A.D City und To Pimp a Butterfly steht. Während später immer mehr Künstler, wie beispielsweise Sza, unterschrieben, trennte sich Kendrick Lamar 2022 von TDE.

## Filmografie
- 2017: DNA (Kendrick Lamar)
- 2019: All the Stars (Kendrick Lamar & Sza)
- 2020: Trigger
- 2023: Chicago (Lance Skiiwalker)

All the Stars wurde nominiert für einen Academy Award.

## Wohltätige Aktionen
Während der Covid-19-Pandemie zahlte Tiffith die Miete für 300 Familien, zudem bezahlte er für 1000 Schulkinder im Jahr 2018 den Eintritt für den Kinofilm Black Panther. Außerdem wird von Top Dawg Entertainment jährlich ein Gratiskonzert in ärmeren Gegenden Los Angeles veranstaltet. Hier trat beispielsweise auch Rihanna auf.